# Mistrzostwa Polski w Biathlonie na Nartorolkach 2020
Mistrzostwa Polski w biathlonie na nartorolkach 2020 odbyły się w Dusznikach-Zdroju w dniach 2-4 października 2020 roku. O tytuł mistrza Polski biathloniści rywalizowali w dwóch konkurencjach – sprincie i biegu pościgowym.

## Terminarz i medaliści
| Data       | Konkurencja             | Złoto                                    | Srebro                              | Brąz                               |
| 03.10.2020 | Sprint kobiet           | Karolina Pitoń BKS WP Kościelisko        | Kamila Żuk AZS AWF Katowice         | Daria Gembicka UKS Lider Katowice  |
| 03.10.2020 | Sprint mężczyzn         | Marcin Zawół MKS Karkonosze Jelenia Góra | Wojciech Skorusa BKS WP Kościelisko | Łukasz Szczurek BKS WP Kościelisko |
| 04.10.2020 | Bieg pościgowy kobiet   | Kamila Żuk AZS AWF Katowice              | Joanna Jakieła BKS WP Kościelisko   | Karolina Pitoń BKS WP Kościelisko  |
| 04.10.2020 | Bieg pościgowy mężczyzn | Grzegorz Guzik BLKS Żywiec               | Wojciech Skorusa BKS WP Kościelisko | Przemysław Pancerz AZS AWF Wrocław |